# Templo de Rexburg
El templo de Rexburg es uno de los templos construidos y operados por la Iglesia de Jesucristo de los Santos de los Últimos Días, el número 125 construido por la iglesia y el tercer templo en el estado de Idaho, Estados Unidos. El templo, al igual que la gran parte de la ciudad, se asienta sobre un volcán en escudo.
El estado de Idaho es el tercer estado de los Estados Unidos con la mayor concentración de fieles de la iglesia SUD.

## Construcción
Los planes para la construcción del templo en la ciudad de Rexburg, al sur de la Universidad de Brigham Young-Idaho, se anunciaron en diciembre de 2003. Tras el anuncio público, la iglesia en ese país buscó un terreno adecuado y la ceremonia de la palada inicial tuvo lugar el 30 de julio de 2005 al que asistieron cerca de 8.000 visitantes. El templo fue construido con 600 piezas de cemento armado extraídas de unos 45 moldes. El acabado externo es de lozas de piedra de cuarzo blanco chino. La madera usada para la decoración del templo fue importada desde África, la piedra y las baldosas de Israel.
El arte del interior del templo es obra de artistas locales de Rexburg cuyos temas giran alrededor de la vida natural del valle del extremo norte del Río Snake. Por su parte, los más de 500 vitrales del templo fueron diseñados por artistas de Utah.
La universidad de BYU-Idaho era la única universidad propiedad de la Iglesia SUD sin un templo adyacente. El anuncio de la construcción del templo llegó tres años después de que la Universidad de Rexburg fuese promovida a universidad de BYU-Idaho.
El Templo de Rexburg difiere de otros templos SUD en que los exteriores del edificio fueron diseñados por una empresa privada y no por el departamento arquitectónico de la iglesia.

## Dedicación
El templo SUD de la ciudad de Rexburg fue dedicado para sus actividades eclesiásticas en tres sesiones el 10 de febrero de 2008, por Thomas S Monson. Fue el primer templo dedicado por Thomas S. Monson en sus funciones como presidente de la iglesia. Con anterioridad a ello, del 29 de diciembre-26 de enero de 2008, la iglesia permitió un recorrido público de las instalaciones y del interior del templo al que asistieron cerca de 200.000 visitantes. Unos 28.000 miembros de la iglesia e invitados asistieron a la ceremonia de dedicación, que incluye una oración dedicatoria. La dedicación fue fijada inicialmente para el 3 de febrero de 2008 pero en vista del fallecimiento del entonces presidente de la Iglesia Gordon B. Hinckley y habiéndose fijado su funeral el día anterior, 2 de febrero de 2008, la dedicación fue aplazada una semana.
El interior del templo cuenta con cuatro salones para dichas ordenanzas SUD y cinco salones de sellamientos matrimoniales.